# Casimiro di Cracovia
San Casimiro (Cracovia, 3 ottobre 1458 – Hrodna, 4 marzo 1484) è stato un nobile polacco, venerato come santo patrono della Polonia e della Lituania dalla chiesa cattolica, che lo ricorda il 4 marzo.

## Biografia
Casimiro della nobile famiglia dinastica dei Jagelloni, nacque a Cracovia nel Wawel, il famoso palazzo reale della città. Terzogenito di Casimiro IV re di Polonia, e della regina Elisabetta d'Austria, nipote di Ladislao II di Polonia. Suo nonno materno era Alberto II d'Asburgo, Re di Boemia, d'Ungheria, e "Re dei Romani" nel Sacro Romano Impero.
Dall'età di nove anni ricevette la propria educazione da Giovanni Dlugosz, storiografo e canonico di Cracovia, e da Filippo Buonaccorsi (anche conosciuto come Callimachus). A tredici anni gli fu offerto il trono d'Ungheria dalle fazioni avverse al Re Mattia Corvino al momento in carica. Casimiro, inizialmente entusiasta di difendere i territori cristiani dai Turchi, esternò la propria disponibilità in tal senso e si recò in Ungheria per essere incoronato. La sua nomina aveva legittimazione per il fatto che suo zio Ladislao III, Re di Polonia e di Ungheria, era stato ucciso nella battaglia di Varna nel 1444. Appena seppe però della contrarietà del Papa Sisto IV alla sua incoronazione, contrarietà legata all'obiettivo di non accrescere le tensioni già elevate con l'Impero ottomano, Casimiro fece ritorno nella propria terra polacca.
Suo padre, Re Casimiro IV, iniziò allora ad indirizzarlo verso la politica interna della Confederazione polacco-lituana e sugli affari pubblici del regno e quando suo fratello Ladislao ascese al trono boemo, Casimiro diventò l'erede designato per il trono polacco. Nel 1479 il Re si recò per 5 anni in Lituania, lasciando di fatto il figlio al potere in Polonia. Dal 1481 al 1483 amministrò lo Stato con grande saggezza ed equilibrio. Suo padre nel frattempo cercò di combinare il suo matrimonio con la figlia dell'Imperatore Federico III, ma Casimiro preferì rimanere celibe. Per la sua grande devozione religiosa, si esponeva a frequenti e prolungati digiuni che forse minarono il suo stato di salute. Indebolito nel fisico, fu colpito dalla tubercolosi, dalla quale non riuscì più a guarire. Nel 1484, durante un suo viaggio in terra lituana, morì a Hrodna. I suoi resti mortali furono sepolti a Vilnius, dove sono ancora conservati in una cappella della Cattedrale della città.

## Culto e canonizzazione

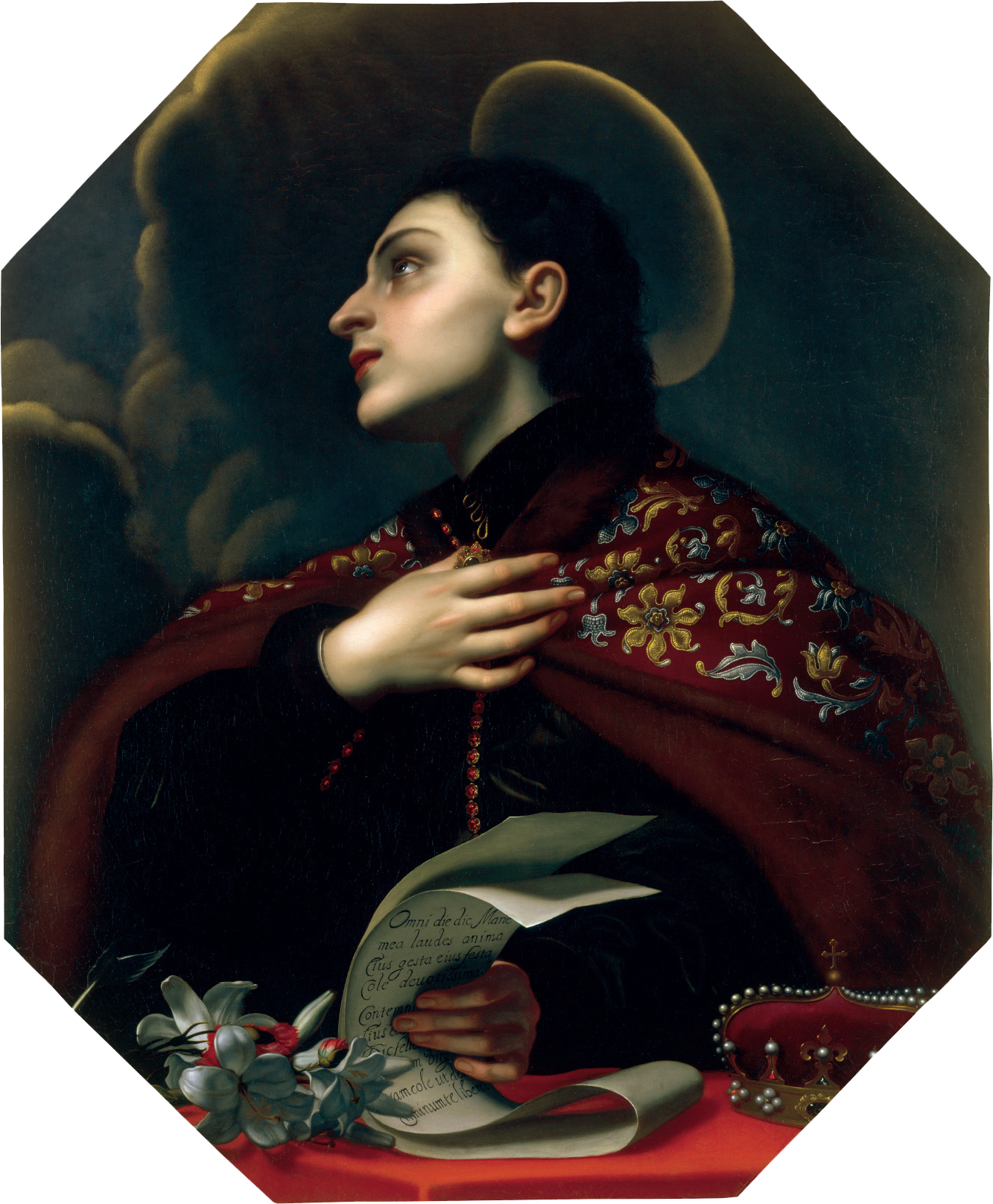
San Casimiro in un dipinto di Carlo Dolci

L'iter di canonizzazione prese il via nel 1517 quando il vescovo Alberto da Vilnius e Re Sigismondo III inoltrarono la richiesta a Roma, dove Papa Leone X incaricò Monsignor Zaccaria Ferreri di recarsi in Polonia per indagare su tale presunta santità. La documentazione inerente a Casimiro fu inviata da quest'ultimo al Pontefice nel 1520 il quale, secondo una tradizione non supportata da fonti storiche, nel 1521 lo canonizzò. In realtà sia la documentazione sia gli atti della canonizzazione di Casimiro (se mai sono esistiti) sono andati successivamente persi. Di Monsignor Zaccaria Ferreri rimane solo una Vita beati Casimiri confessoris dove il Granduca di Lituania ci viene presentato come un giovane integerrimo, sempre pronto ad aiutare il prossimo il cui corpo tuttavia, provato da continue veglie e digiuni, non era riuscito a sorreggere un'anima di tal fatta. Tali riferimenti, di spiccato accento agiografico e come tali storicamente poco attendibili, dimostrano tuttavia l'estremo tentativo da parte della Chiesa cattolica di fornire un modello agli abitanti della Lituania, in cui solo da poco si era affermato il cristianesimo (il nonno di Casimiro, prima della conversione, era infatti di religione pagana).

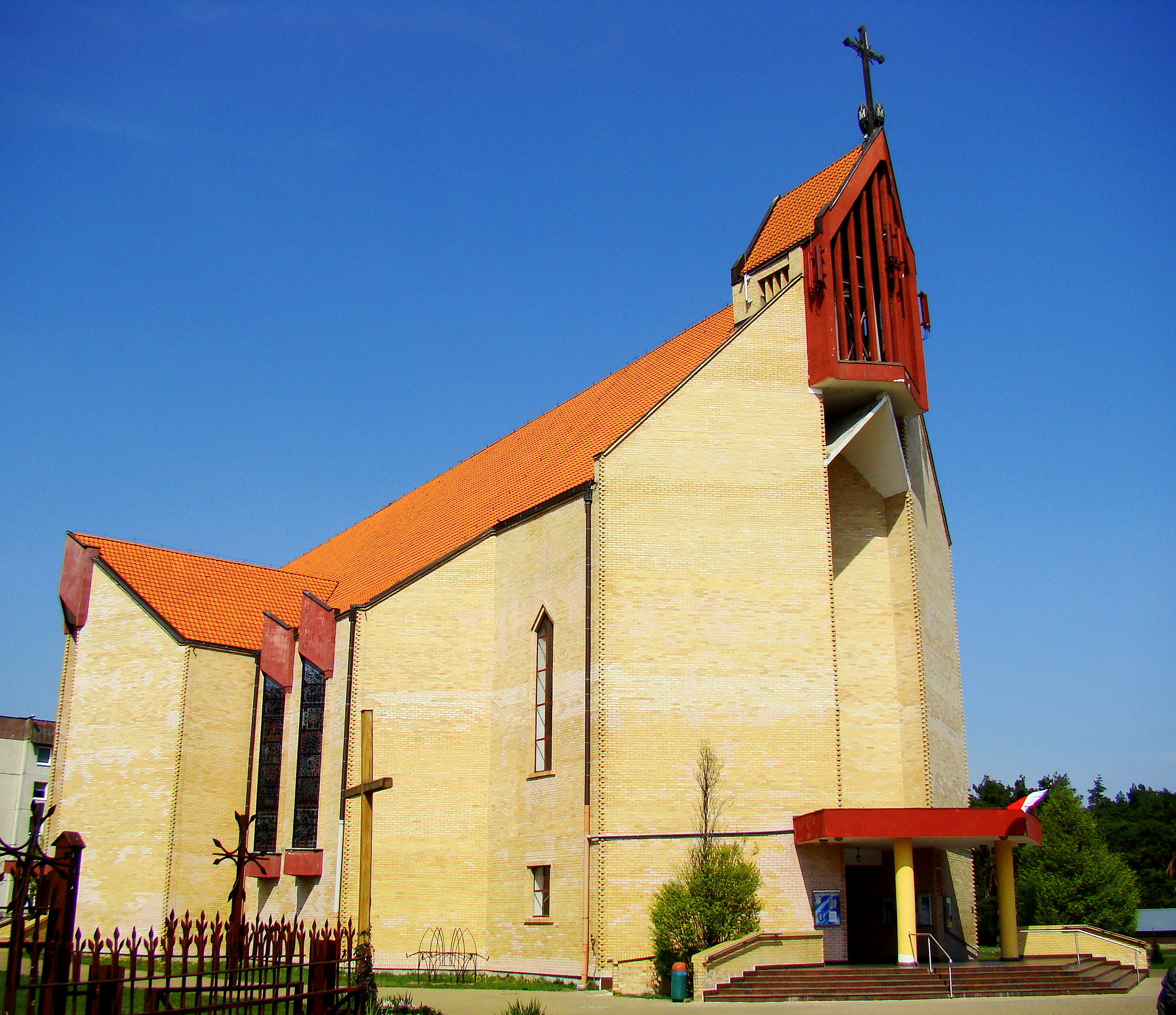
Chiesa di San Casimiro di Cracovia, Police (Polonia)

Il culto del santo subì tuttavia un arresto per buona parte del XVI secolo, a causa della penetrazione dell'eresia protestante in Polonia e nel Granducato, per poi tornare a manifestarsi nel secolo successivo, dopo che le tendenze luterane, calviniste e ariane, che inizialmente avevano attecchito nella Confederazione, erano state nuovamente respinte dal Cattolicesimo della Controriforma.
Nel 1602 Papa Clemente VIII approvò la festa del santo, sancendone la definitiva canonizzazione, nel 1604 iniziò ufficialmente il culto con l'invio da Roma a Vilnus di uno stendardo con l'effigie di Casimiro. Nel 1621 Papa Paolo V inserì la festa del santo nel messale e nel breviario mentre nel 1636 Papa Urbano VIII proclamò Casimiro patrono ufficiale della Lituania. Nel 1948 Papa Pio XII lo proclamò patrono speciale dei Giovani.
Nel 1907 a Scranton venne fondata la congregazione delle Suore di San Casimiro, per l'assistenza agli emigrati lituani.
Il culto di Casimiro, lungi da restare relegato nei territori facenti un tempo parte della Confederazione polacco-lituana, si è diffuso in tutta la Cristianità, tanto che la Basilica di San Lorenzo a Firenze ne conserva alcuni resti inviati a Cosimo III nel 1667 da un vescovo di Vilnus.

## Antenati
|                           |                      |                                | Genitori                             |  |  | Nonni |  |  | Bisnonni |  |  | Trisnonni |  |
|                           |                      |                                |                                      |  |  |       |  |  | Algirdas |  |  | Gediminas |  |
|                           |                      |                                |                                      |  |  |       |  |  | Algirdas |  |  | Gediminas |  |
|                           |                      | Jewna di Polack                |                                      |  |  |       |  |  | Algirdas |  |  |           |  |
| Ladislao II Jagellone     |                      |                                |                                      |  |  |       |  |  | Algirdas |  |  |           |  |
|                           |                      | Uliana di Tver'                | Alessandro I di Tver'                |  |  |       |  |  |          |  |  |           |  |
|                           |                      | Uliana di Tver'                | Alessandro I di Tver'                |  |  |       |  |  |          |  |  |           |  |
|                           |                      | Uliana di Tver'                | Anastasia di Galizia                 |  |  |       |  |  |          |  |  |           |  |
| Casimiro IV di Polonia    |                      | Uliana di Tver'                |                                      |  |  |       |  |  |          |  |  |           |  |
|                           |                      | Andrea Alšėniškis              | Jonas Alšėniškis                     |  |  |       |  |  |          |  |  |           |  |
|                           |                      | Andrea Alšėniškis              | Jonas Alšėniškis                     |  |  |       |  |  |          |  |  |           |  |
|                           |                      | Andrea Alšėniškis              | Agrippina (Svyatoslavna) di Smolensk |  |  |       |  |  |          |  |  |           |  |
| Sofia Alšėniškė           |                      | Andrea Alšėniškis              |                                      |  |  |       |  |  |          |  |  |           |  |
|                           |                      | Aleksandra Dmitrievna Druckaja | Demetrio I Staršyj                   |  |  |       |  |  |          |  |  |           |  |
|                           |                      | Aleksandra Dmitrievna Druckaja | Demetrio I Staršyj                   |  |  |       |  |  |          |  |  |           |  |
|                           |                      | Aleksandra Dmitrievna Druckaja | Anna Ivanovna Druckaja               |  |  |       |  |  |          |  |  |           |  |
| Casimiro di Cracovia      |                      | Aleksandra Dmitrievna Druckaja |                                      |  |  |       |  |  |          |  |  |           |  |
|                           | Alberto IV d'Asburgo | Alberto III d'Asburgo          |                                      |  |  |       |  |  |          |  |  |           |  |
|                           | Alberto IV d'Asburgo | Alberto III d'Asburgo          |                                      |  |  |       |  |  |          |  |  |           |  |
|                           | Alberto IV d'Asburgo | Beatrice di Norimberga         |                                      |  |  |       |  |  |          |  |  |           |  |
| Alberto II d'Asburgo      | Alberto IV d'Asburgo |                                |                                      |  |  |       |  |  |          |  |  |           |  |
|                           |                      | Giovanna di Baviera-Straubing  | Alberto I di Baviera                 |  |  |       |  |  |          |  |  |           |  |
|                           |                      | Giovanna di Baviera-Straubing  | Alberto I di Baviera                 |  |  |       |  |  |          |  |  |           |  |
|                           |                      | Giovanna di Baviera-Straubing  | Margherita di Brieg                  |  |  |       |  |  |          |  |  |           |  |
| Elisabetta d'Asburgo      |                      | Giovanna di Baviera-Straubing  |                                      |  |  |       |  |  |          |  |  |           |  |
|                           |                      | Sigismondo di Lussemburgo      | Carlo IV di Lussemburgo              |  |  |       |  |  |          |  |  |           |  |
|                           |                      | Sigismondo di Lussemburgo      | Carlo IV di Lussemburgo              |  |  |       |  |  |          |  |  |           |  |
|                           |                      | Sigismondo di Lussemburgo      | Elisabetta di Pomerania              |  |  |       |  |  |          |  |  |           |  |
| Elisabetta di Lussemburgo |                      | Sigismondo di Lussemburgo      |                                      |  |  |       |  |  |          |  |  |           |  |
|                           |                      | Barbara di Cilli               | Ermanno II di Cilli                  |  |  |       |  |  |          |  |  |           |  |
|                           |                      | Barbara di Cilli               | Ermanno II di Cilli                  |  |  |       |  |  |          |  |  |           |  |
|                           |                      | Barbara di Cilli               | Anna di Schaunberg                   |  |  |       |  |  |          |  |  |           |  |
|                           |                      | Barbara di Cilli               |                                      |  |  |       |  |  |          |  |  |           |  |